# Джокер (Persona)
Рен Амамія (яп. 雨宮 蓮, кириліз.: Амамія Рен), більш відомий під кодовим ім’ям Джокер (яп. ジョーカー, кириліз.: Джока) — головний герой рольової відеогри Persona 5 (2016), розробленої компанією Atlus. Джокер здебільшого мовчазний протагоніст, проте іноді промовляє короткі фрази під час катсцен і боїв. У японській версії його озвучує Джюн Фукуяма, в англійській — Ксандер Мобус. На основі персонажа було випущено велику кількість мерчу: фігурки, аксесуари, зброя (зокрема страйкбольний пістолет за його зразком), одяг від японського бренду SuperGroupies, а також фігурка Amiibo, що вийшла в жовтні 2020 року.

## Ім'я
Попри те, що гравець може вільно обирати йому ім’я, в адаптаціях за межами гри його канонічне ім’я — Рен Амамія, хоча в манґа-версії персонаж мати ім’я Акіра Курусу. Продюсер аніме-адаптації обрав ім’я «Рен Амамія», вважаючи його звучання поетичним (японською воно перекладається як «палац лотосового дощу»).

## Вигадана біографія
Рен Амамія є учнем другого курсу старшої школи, якого неправомірно звинувачують у нападі на корумпованого політика Масайоші Шідо. Унаслідок судового рішення Рен отримує рік умовного покарання та змушений переїхати до Токіо, де оселяється в кав’ярні «Леблан» у знайомого родини — Соджіро Сакури. Там він вступає до нової школи — академії Шуджін. У Токіо Рен та кілька інших учнів отримують надприродні здібності, відомі як Персони, після чого утворюють таємну групу — Примарні крадії сердець (англ. Phantom Thieves of Hearts), очолювану Джокером. Вони діють у потойбічному вимірі — Метавсесвіті, де досліджують фізичні прояви людських підсвідомих бажань і очищають серця дорослих від зловмисних намірів, аби викрити їхні злочини у реальному світі. Завдяки здатності «Дика карта» (англ. Wild Card) Джокер єдиний у групі може володіти кількома Персонами водночас і поєднувати їх у нові, сильніші форми. Його початкова Персона — Арсен, а фінальна — Сатанаель, божество, що втілює владу над семи смертними гріхами.

## Дизайн
У дизайні Джокера закладено дуальність: у повсякденному житті він носить шкільну форму, окуляри та виглядає стримано, тоді як у Метавсесвіті — це харизматичний лідер у чорному плащі з маскою на обличчі. Дизайнер персонажів Persona 5 Шіґенорі Соеджіма описував його образ як чорну пантеру, що контрастує з протагоністом Persona 4, якого він асоціював із вірним собакою. Візуально Джокер став втіленням вільнодумства, бунтарства і прихованого інтелекту. Його образ натхненний такими персонажами, як Арсен Люпен, Ішікава Ґоемон і Таємничий злодій з двадцятьма обличчями. Перший ескіз персонажа було створено ще у 2012 році. Під час розробки концепт неодноразово змінювався: початковий варіант мав сильний нахил до стилістики шьонен, однак пізніше від цього стилю відмовились, аби краще вписати героя в реалістичнішу атмосферу гри.

## Появи
Джокер з’являється не лише в Persona 5, а й у її численних спінофах: Persona 5: Dancing in Starlight, Persona Q2: New Cinema Labyrinth, Persona 5 Strikers, Persona 5 Tactica та Persona 5: The Phantom X. Він також є ігровим персонажем у кросовер-файтингу Super Smash Bros. Ultimate (доступний з квітня 2019 року як платне DLC), а також з’являвся в таких іграх, як Dragon's Dogma Online, Phantasy Star Online 2, Lord of Vermilion Re:3, Sonic Forces, Puzzle & Dragons, Granblue Fantasy, Catherine: Full Body, Star Ocean: Anamnesis, Another Eden, Tokyo Mirage Sessions ♯FE Encore, Soul Hackers 2, and Sonic Racing: CrossWorlds. У сценічних театральних постановках образ Джокера втілює актор Хірокі Іно. Крім цього, він став бонусним босом у грі Persona 3 Reload: Episode Aigis.

## Сприйняття
Критики та фанати позитивно сприйняли персонажа. У перші дні після релізу гри японські фанати жартома прозвали його Гаррі Поттером через зовнішню схожість. Оголошення Джокера як персонажа для Super Smash Bros. Ultimate отримало схвальні відгуки — відзначали його унікальність, динамічний стиль гри й вірність оригінальному образу з Persona 5. За словами режисера Smash Bros Масахіро Сакураї, саме Джокер втілював дух унікальності, яким керувалися при доборі DLC-персонажів. Голосове виконання Ксандера Мобуса у західній локалізації було високо оцінене. Попри критику за мовчазність в аніме-адаптації, стосунки Джокера з Ґоро Акечі здобули особливе визнання.